# Gillian Lynne Theatre

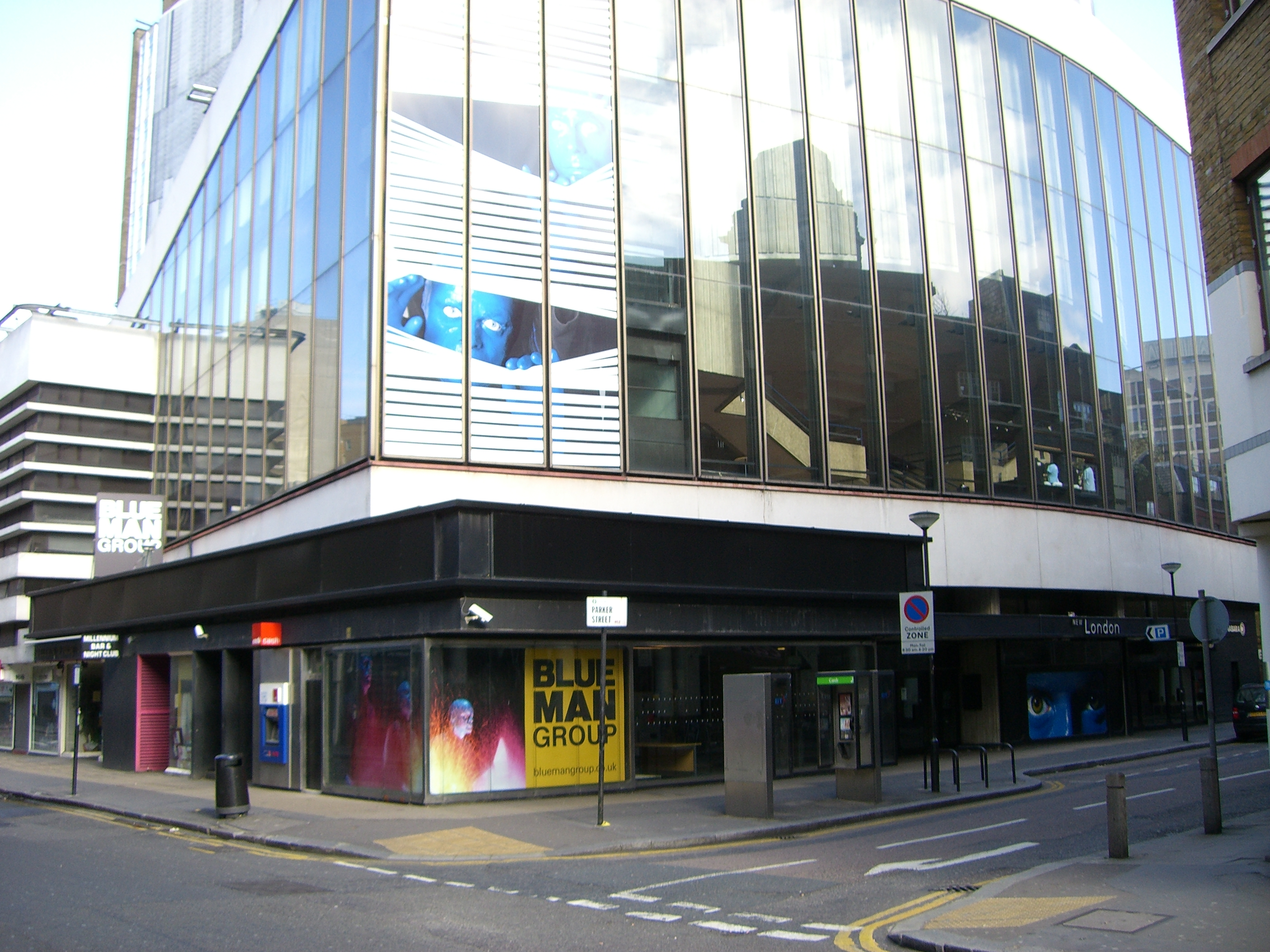
New London Theatre

Das Gillian Lynne Theatre (ehemals New London Theatre) ist ein Theater in London. Es liegt an der Drury Lane, Ecke Parker Street. Das Theater hat 1106 Plätze.

## Geschichte
Das erste Theater an dieser Stelle wurde 1848 als Mogul Saloon eröffnet; es war auch unter dem Namen Mogul Music Hall bekannt und wurde 1851 in Middlesex Music Hall umbenannt. Seit dieser Zeit war das Theater auch als Old Mo bekannt. 1891 wurde an seiner Stelle ein neues Gebäude errichtet, das als Middlesex Theatre of Varieties eröffnet wurde. 1911 wurde es von dem bekannten Theaterarchitekten Frank Matcham umgebaut; 1919 folgte ein Umbau des Inneren und die Umbenennung in Winter Garden Theatre. In den 1930er Jahren wurde das Theater geschlossen, 1942 wiedereröffnet, 1959 aber endgültig geschlossen und 1965 abgebrochen.
Das heutige New London Theatre wurde 1971–1972 von Paul Tvrtkovic, Sean Kenny und Michael Percival entworfen und am 2. Januar 1973 mit einer Produktion von Peter Ustinovs The Unknown Soldier and His Wife mit dem Autor in der Hauptrolle eröffnet. Es wurde als Theater und für Konferenzen genutzt. Bereits 1972 gastierte Marlene Dietrich hier. Es entstand eine der seltenen Konzertaufnahmen der Künstlerin, die unter dem Titel "An Evening with Marlene Dietrich" von der Bentwood Television Corporation produziert wurde.
Ab 1981 wurde im New London Theatre über zwanzig Jahre lang das Musical Cats gespielt, das damit das am längsten gespielte Musical in der Geschichte des West End war. 1991 kaufte der Komponist des Musicals, Andrew Lloyd Webber, das Theater und benannte es 2018 nach Gillian Lynne, einer Choreografin und Musical-Regisseurin, die neben anderen auch mit Webber u. a. für Cats zusammen gearbeitet hatte. Es ist das erste Theater in London, das nach einer Frau benannt wurde.

## Wichtige Produktionen
- Cats (11. Mai 1981 – 11. Mai 2002)
- Umoja (6. September 2002 – 8. Februar 2003)
- Joseph and the Amazing Technicolor Dreamcoat (3. März 2003 – 3. September 2005)
- Blue Man Group (10. November 2005 – 24. Juni 2007)
- King Lear and the Seagull (14. November 2007 – 12. Januar 2008)
- Gone with the Wind (22. April 2008 – 14. Juni 2008)
- War Horse (28. März 2009 – 12. März 2016)
- Show Boat (9. April 2016 – 27. August 2016)
- School of Rock (22. Oktober 2016 – Ende offen)

## Verkehrsanbindung
Die nächstgelegenen Stationen der London Underground sind Covent Garden und Holborn.